# Vince Clarke
Vincent John Clarke (født 3. juli 1960 i South Woodford, England) er en britisk popmusiker.
Vince Clake er kendt for sin "kulte" måde at bruge synthesizeren på. Han har gennem tiderne også fået samlet sig et stort antal synthesizere, hvor af han har haft stor forkærlighed for mærkerne Roland, Sequential Circuits, Arp, Oberheim, Casio, og Yamaha. Dog skal det tilføjes, at han i 2004 udtalte stor beundring for de nyere softsynthesizere (software), hvor han udelukkende havde brugt softsynth'er, bl.a. absynth, i sin nyeste produktion, pladen Nightbird.
Vince Clarke bor i dag i New York.
Medstifter af følgende grupper:
- Depeche Mode
- Yazoo
- The Assembly
- Erasure

## 1980-1981: Depeche Mode
Vince Clarks første professionelle band blev stiftet sammen med skolekammeraterne, Martin Gore og Andrew Fletcher. Først senere kom det fjerde, og sidste, medlem, Dave Gahan. Gruppen opkaldte sig efter modebladet "Dépêche mode". Gruppen udgav pladen Speak & Spell i 1981, som er den eneste, hvorpå Vince Clark medvirker. Han skrev sangen "Just Can't Get Enough", den tredje single fra dette album.

## 1982-1983: Yazoo
Yazoo stiftede han sammen med sangerinden Alison Moyet, som senere gik solo. I løbet af de blot 18 måneder, de var sammen, udsendte de to albums: Upstairs at Eric's (1982) og You and Me Both (1983).
Gruppen er nok mest kendt for singlerne, "Don't Go", "Only You", "Situation" og "Nobody's Diary". Sidstnævnte er skrevet som en farvelsang, hvilket også tydeligt fremgår af teksten.
"Only you" var gruppens første single og opnåede en andenplads på den britiske singlehitliste i 1982. Nummeret blev på listen i 14 uger. Nummeret er senere blevet kopieret af mange, eksempelvis af a capella-gruppen Flying Pickets, der opnåede en førsteplads på den engelske hitliste med dette nummer – et år efter den oprindelige med Yazoo.
I januar 2008 meddelte Vince Clarke og Alison Moyet, at Yazoo genopstod. Som Yazoo Reconnected spillede de fem koncerter i England. I den anledning udsendtes et bokssæt med Yazoos to album i remastered udgaver 'In Your Room', som også indeholder remix og en dvd med videoer og interviews.

## 1984: The Assembly
Foruden Vince Clark var Eric Radcliffe og Feargal Sharkey (vokal) medlemmer af The Assembly.
Udsendte kun én single: "Never Never". Den udkom både i en 7" og en 12" udgave.

## Siden 1985: Erasure
Stiftet med Andy Bell, der er den eneste, Vince Clark har skrevet sange sammen med. Indtil da havde Vince skrevet alle sange selv. Erasure blev kendt for deres anderledes sceneshows.
Blandt gruppens mange hits kan nævnes: "Who Needs Love Like That", "Oh l'amour", "Sometimes", "Stop!", "A Little Respect", "Star", "Take a Chance On Me" , "Always" og "Breathe".
Gruppen har lavet en række coverversioner. I 1992 udsendte de fire Abba-covernumre på maxisinglen Abba-esque. I 2003 fortolkede de 12 forskellige klassikere på cd'en Other People's Songs.